# Placa Scotia

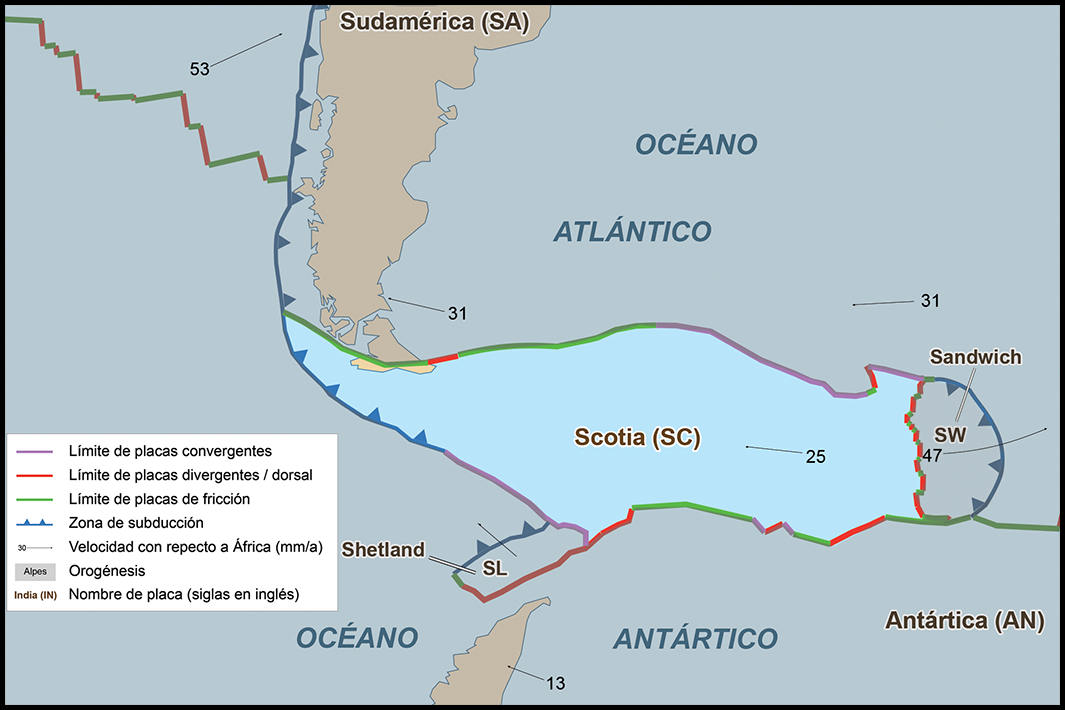
Placa tectónica de Scotia

La placa Scotia es una placa tectónica oceánica ubicada entre el océano Pacífico, el océano Atlántico y el océano Austral, limitando con las siguientes placas: 
- Al norte, la placa sudamericana
- Al sur y oeste, la placa antártica
- Al este, la microplaca de las islas Sandwich del Sur.

La placa Scotia se ha originado durante el Cenozoico debido a una compleja dinámica extensional entre las placas antártica y sudamericana. Su evolución tectónica está asociada a la separación de la península Antártica de Tierra del Fuego, conjuntamente con la formación de las dorsales de Scotia Norte y Sur, y la formación de la microplaca de las islas Sandwich del Sur. Sus márgenes se caracterizan por una importante actividad sísmica y volcánica.

## Toponimia
El nombre placa Scotia deriva del mar del Scotia, llamado así por el navío Scotia, a cargo del explorador escocés William Speirs Jhonson, que a principios del siglo XX transportó a investigadores a la Antártida.